# Zethus parkeri
Zethus parkeri är en stekelart som beskrevs av Richard Mitchell Bohart och Stange 1965. Zethus parkeri ingår i släktet Zethus och familjen Eumenidae. Inga underarter finns listade i Catalogue of Life.